# Johnny et la Bombe
Johnny et la Bombe (titre original : Johnny and the Bomb) est le troisième livre de la trilogie Les Aventures de Johnny Maxwell de l'écrivain anglais Terry Pratchett, publié en 1996 puis traduit en français et paru en France en 1997 chez L'Atalante, traduit par Patrick Couton.

## Résumé
Johnny Maxwell a 12 ans et vit dans la petite ville anglaise de Blackbury. Ses parents sont en Période de Crise conjugale, et le laissent souvent seul. Ses copains sont Bloblotte, qui a des problèmes de poids et pirate des jeux vidéo, Bigmac, le dernier skinhead de Blackbury qui habite l'immeuble le plus affreux de la région, Pas-d'man, qui est noir mais qui ne dit jamais man et Kirsty, une fille beaucoup trop intelligente et brillante pour avoir des amis.
Johnny et ses amis apportent leur aide à Mme Tachyon, une SDF de Blackbury, et se retrouvent en 1941. Ils tenteront de changer le cours des évènements (le bombardement de Blackbury) sans trop chambouler l'Histoire.

## Thèmes
Thèmes évoqués dans le roman :
- Le voyage dans le temps, et le très classique paradoxe temporel, ou paradoxe du grand-père (rencontrer son aïeul, changer le passé et ne pas naître). Le Pantalon du Temps (une décision permet à un moment donné de choisir une jambe ou l'autre) est aussi abordé dans Les Annales du Disque-Monde.
- La guerre : Les personnages se retrouvent en 1941 sous les bombardements allemands en Angleterre
- Le racisme : Pas-d'man qui est noir et Kirsty qui est une fille sont considérés comme inférieurs en 1941, alors que ce sont les personnages les plus cultivés de la bande.